# Listă de regizori azeri
Aceasta este o listă de regizori de film azeri:

Cuprins: Început - 0–9 A B C D E F G H I J K L M N O P Q R S T U V W X Y Z

## A

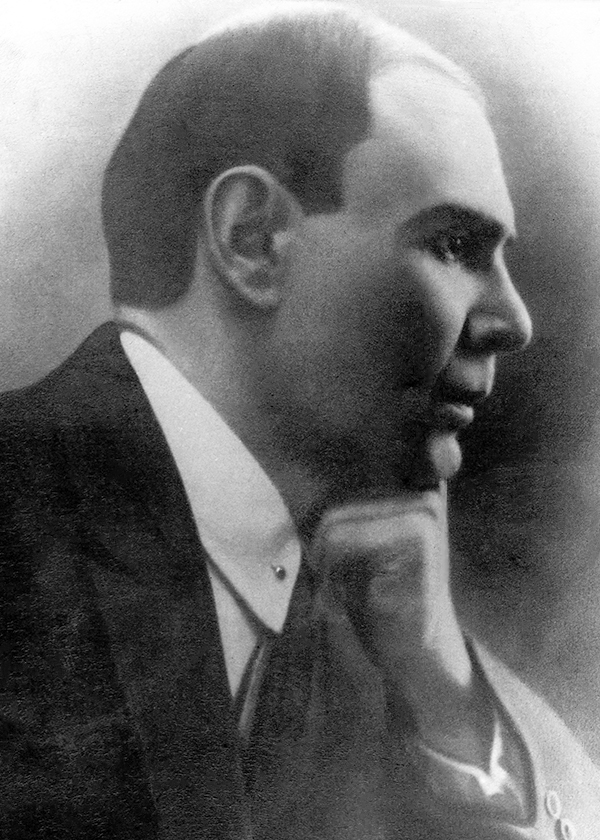
Abbas Mirza Sharifzadeh

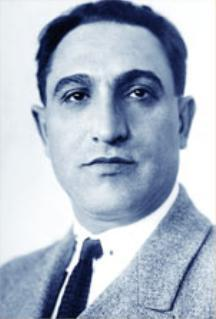
Rza Tahmasib

- Abbas Mirzə Șərifzadə
- Adil Azay
- Adil İsgəndərov
- Ağaəli Dadașov
- Aleksandr İvanov
- Aleksandr Litvinov
- Aleksandr Mișon
- Aleksandr Zarxi
- Alina Abdullayeva
- Amin Novruzov
- Anaxanım Abdullayeva
- Arif Babayev
- Arif Qasımov
- Arif Qazıyev
- Arif Məhərrəmov
- Arif Nərimanbəyov
- Asif Rüstəmov
- Ayaz Salayev
- Aydın Dadașov
- Aydın Seyranoğlu

## B
- Beybolat Askarov
- Bəhmən Əliyev
- Bəhram Osmanov
- Boris Barnet
- Boris Medvedev
- Boris Pumpyanski
- Boris Svetlov
- Bünyad Məmmədov

## C
- Cahangir Mehdiyev
- Cahangir Zeynallı
- Cavanșir Məmmədov
- Cavid Əhədov
- Cavid İmamverdiyev
- Cavid Təvəkkül
- Ceyhun Mirzəyev
- Cəfər Cabbarlı
- Cəmil Fərəcov
- Cəmil Quliyev

## Ç
- Çingiz Rəsulzadə

## D
- Davud İmanov
- Dilșad Fatxulin

## E

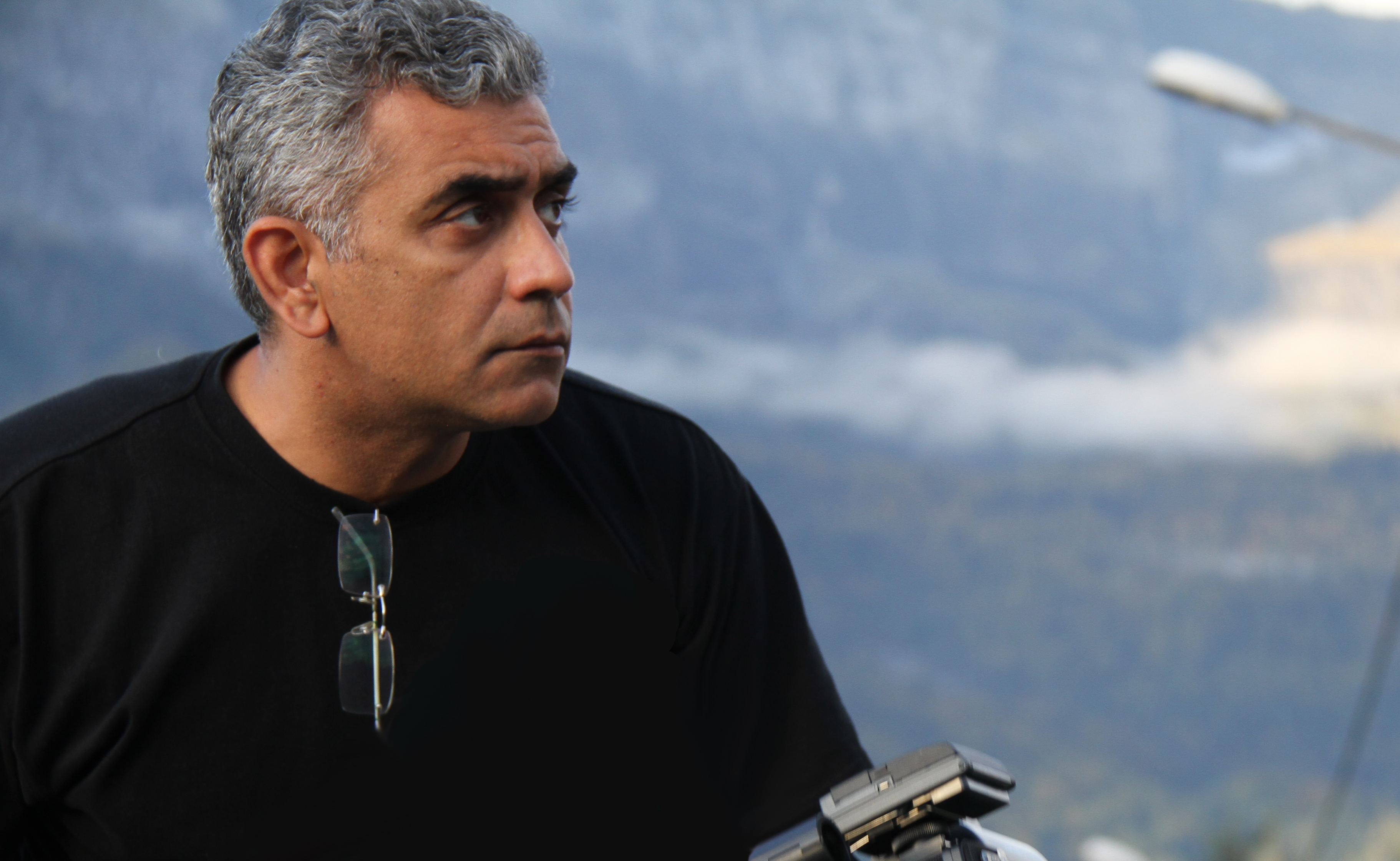
Elchin Musaoglu

- Elçin Hami Axundov
- Elçin Məmiyev
- Elçin Musaoğlu
- Eldar Quliyev
- Elxan Cəfərov
- Elxan Qasımov
- Elman Telmanoğlu
- Elnur Əliyev
- Elnur Mehdiyev
- Elruz Fətiyev
- Elșən Məmmədov
- Elșən Zeynallı
- Elvin Mirzəyev
- Emil Babayev
- Emil Hüseynov
- Emin Mirabdullayev
- Esfir Șub

## Ə
- Əbdül Mahmudov
- Ədalət Ziyadxanov
- Əjdər İbrahimov
- Ələkbər Əliyev
- Ələkbər Kazımovski
- Ələkbər Muradov
- Əli İsa Cabbarov
- Əlibala Ələkbərov
- Əlihüseyn Hüseynov
- Əlisəttar Atakișiyev
- Əmir Pəhləvan
- Əmirhüseyn Məcidov
- Ənvər Əbluc

## F
- Feliks Slidovker
- Fərhad Naibov
- Fərhad Yusifov
- Fərid Hümbətov
- Fərman Șəkili
- Fidan Abbasova
- Fikrət Əliyev
- Firəngiz Qurbanova
- Fuad Əliyev
- Fuad Șabanov

## G
- Gennadi Tișșenko
- Gülbəniz Əzimzadə
- Gülcahan Güləhmədova-Martınova
- Günel Șakir

## H
- Hafiz Əkbərov
- Hafiz Fətullayev
- Hatəm Əsgərov
- Həbib İsmayılov
- Həbibə Mirzəyeva
- Həsən Əbluc
- Həsən Seyidbəyli
- Hüseyn Mehdiyev
- Hüseyn Seyidzadə
- Hüseynağa Atakișiyev

## X
- Xamis Muradov

## İ
- İqbal Məmmədəliyev
- İqor Savçenko
- İlhamiyyə Rzayeva
- İlqar Nəcəf
- İlqar Safat
- İsmayıl Əfəndiyev
- İsmayıl Məmmədov
- İsrafil Ağazadə
- İvan Tartakovski

## K
- Kamil Rüstəmbəyov
- Kəmalə Günəșli
- Könül Hüseynova

## Q
- Qəmər Salamzadə
- Qriqori Aleksandrov
- Qriqori Braginski

## L
- Leyla Səfərova
- Lətif Səfərov
- Lütfi Məmmədbəyli

## M
- Maarif Məhərrəmbəyli
- Maqsud İbrahimbəyov
- Mehriban Ələkbərzadə
- Məhərrəm Bədirzadə
- Mərahim Fərzəlibəyov
- Mikayıl Mikayılov
- Mirbala Səlimli
- Miri Rzayev
- Miron Qrossman
- Mirzə Mustafayev
- Muxtar Dadașov
- Murad İbrahimbəyov
- Murad Muradov
- Mübariz Nağıyev

## N
- Nadir Muqbilov
- Namiq Ağayev
- Nazim Abbas
- Nazim Məmmədov
- Nazim Rza
- Nemət Rzayev
- Nəriman Șıxəliyev
- Nəsimi Məmmədoğlu
- Nicat Bəkirzadə
- Nicat Feyzullayev
- Nigar Nərimanbəyova
- Nikolay Șengelaya
- Niyazi Bədəlov
- Nizami Abbas

## O
- Oqtay Babazadə
- Oqtay Mirqasımov
- Oleq Səfərəliyev
- Orxan Fikrətoğlu
- Oruc Qurbanov

## Ö
- Ömür Nağıyev

## P
- Pünhan Həsənli

## R

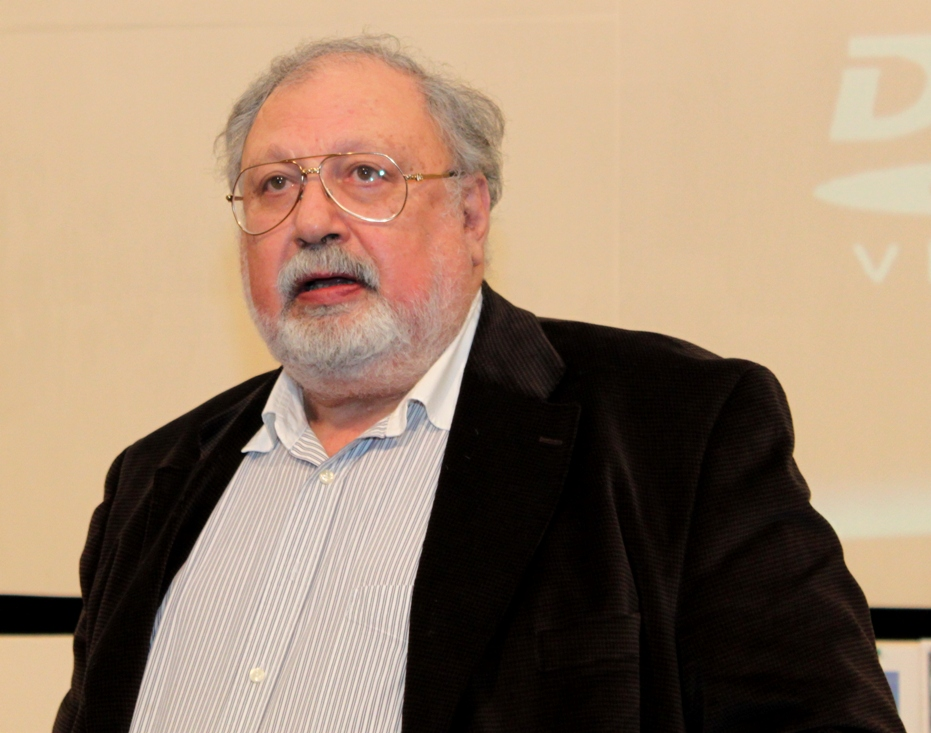
Rustam Ibragimbekov

- Rafiq Dadașov
- Rafiq Quliyev
- Rafiq Puyya
- Rafiz İsmayılov
- Rahim Sadıqbəyli
- Ramin Hacıyev
- Ramiz Axundov
- Ramiz Əliyev
- Ramiz Əsgərov
- Ramiz Əzizbəyli
- Ramiz Fətəliyev
- Ramiz Həsənoğlu
- Ramiz Məlikov
- Rasim İsmayılov
- Rasim Ocaqov
- Rauf Kazımovski
- Rauf Süleyman
- Rəfiqə Budaqova
- Rəșid Atamalıbəyov
- Roman Karmen
- Rövșən Almuradlı
- Rövșən İsax
- Rövșən Vaqifoğlu
- Rüfət Əsədov
- Rüfət Șabanov
- Rüstəm İbrahimbəyov
- Rza Təhmasib

## S
- Sadıq Elcanlı
- Sahib Əhmədov
- Samirə Cəfərova
- Sevil İbrahimova
- Seyfulla Bədəlov
- Seyfulla Mustafayev
- Səadət Məmmədova
- Səməd Mərdanov
- Sərxan Kərəmoğlu
- Süleyman Əhmədov

## Ș
- Șahirə Kərimova
- Șahmar Ələkbərov
- Șahmar Qəribli
- Șamil Əliyev
- Șamil Mahmudbəyov
- Șamil Nəcəfzadə
- Șərif Qurbanəliyev
- Șüa Șeyxov

## T
- Tahir Əliyev
- Tahir Piriyev
- Tariyel Vəliyev
- Teymur Bəkirzadə
- Teyyub Axundov
- Tofiq İsmayılov
- Tofiq Məmmədov
- Tofiq Mirzəyev
- Tofiq Sultanov
- Tofiq Tağızadə
- Tofiq Hacıyev

## Ü
- Ülviyyə Könül

## V
- Vaqif Ağayev
- Vaqif Azəryar
- Vaqif Behbudov
- Vaqif Əsədov
- Vaqif İbrahimoğlu
- Vaqif Mustafayev
- Vaqif Șərifov
- Valeri Kərimov
- Vasif Babayev
- Vasif Məmmədzadə
- Vasili Amașukeli
- Vladimir Ballyuzek
- Vüqar Kamranoğlu
- Vüqar Vəliyev
- Vüsalə Mirzəyeva

## Y
- Yalçın Əfəndiyev
- Yașar Nuri
- Yavər Rzayev
- Yefim Dziqan
- Yuli Qusman
- Yuri Varnovski
- Yusif Əkbərov
- Yusif Quliyev

## Z
- Zahir Əli
- Zamiq Əlövsətoğlu
- Zaur Məhərrəmov
- Zeynəb Kazımova
- Ziya Șıxlinski
- Ziyafət Abbasov